# Stenognathus
Stenognathus is een geslacht van kevers uit de familie van de loopkevers (Carabidae). De wetenschappelijke naam van het geslacht is voor het eerst geldig gepubliceerd in 1843 door Chaudoir.
De naam Stenognathus werd in het verleden ook wel gebruikt voor een geslacht van slangen.

## Soorten
Het geslacht Stenognathus omvat de volgende soorten:
- Stenognathus batesi Chaudoir, 1877
- Stenognathus chaudoiri Ball, 1975
- Stenognathus crassus Chaudoir, 1869
- Stenognathus crenulatus Chaudoir, 1869
- Stenognathus dentifemoratus Shpeley & Ball, 2000
- Stenognathus dentifer (Chaudoir, 1869)
- Stenognathus gagatinus (Dejean, 1831)
- Stenognathus jauja Shpeley & Ball, 2000
- Stenognathus longipennis Chaudoir, 1877
- Stenognathus luctuosus (Maindron, 1906)
- Stenognathus melanarius (Dejean, 1831)
- Stenognathus nigropiceus (Bates, 1869)
- Stenognathus onorei Shpeley & Ball, 2000
- Stenognathus platypterus Chaudoir, 1869
- Stenognathus plaumanni Shpeley & Ball, 2000
- Stenognathus procerus (Putzeys, 1878)
- Stenognathus quadricollis Chaudoir, 1869
- Stenognathus robustus (Bates, 1884)
- Stenognathus stricticollis (Maindron, 1906)